# Nayeli Roldán
Nayeli Roldán Sánchez (Ciudad de México, 27 de noviembre de 1982) es una periodista, escritora y docente mexicana, reconocida por su trabajo en periodismo de investigación. Actualmente, colabora en el medio digital Animal Político, donde ha abordado temas relacionados con corrupción, espionaje militar, derechos humanos, políticas públicas y violencia de género. Es autora y coautora de diversos libros, incluyendo La Austeridad Mata y La Estafa Maestra: La Historia del Desfalco.

## Biografía
Nayeli Roldán es licenciada en Periodismo por la Facultad de Estudios Superiores Aragón (FES Aragón) de la Universidad Nacional Autónoma de México (UNAM). Comenzó su carrera periodística a los 22 años como asistente de redacción en el periódico Milenio, donde más tarde se convirtió en reportera. Posteriormente, trabajó en Efekto TV y desde 2014 forma parte del equipo de Animal Político.
Entre sus investigaciones más destacadas se encuentra su cobertura sobre los enfrentamientos en Nochixtlán, Oaxaca, en 2016, que le valió una mención honorífica en el Premio Excelencia Periodística de la Sociedad Interamericana de Prensa (SIP) en 2017. También participó en el reportaje Ejército Espía (2022), que reveló el uso de software Pegasus por parte de la Secretaría de la Defensa Nacional (SEDENA) para espiar a periodistas y críticos al gobierno.
Nayeli Roldán ha sido una voz constante en las conferencias matutinas del expresidente Andrés Manuel López Obrador, donde ha cuestionado al mandatario sobre corrupción, acceso a la información y políticas públicas. Su labor periodística la ha llevado a recibir críticas directas en este foro, incluidas acusaciones relacionadas con su trabajo en colaboración con el Instituto Nacional de Transparencia, Acceso a la Información y Protección de Datos Personales (INAI), las cuales ella ha refutado públicamente.
En 2023, la Universidad de Columbia en Nueva York le otorgó una mención especial en el premio María Moors Cabot, uno de los reconocimientos más antiguos en el ámbito periodístico, por su alto estándar profesional y defensa de la libertad de expresión. También fue finalista del Premio García Márquez de Colombia en 2018 por la investigación periodística La Estafa Maestra, y es ganadora del Premio Ortega y Gasset en España y del Premio Nacional de Periodismo en México.
Como escritora, ha coordinado libros como Mujeres en Pie de Lucha. Reportajes sobre el Estado Machista y las Violencias (2022) y es autora de La Austeridad Mata (2024). Además, ha sido docente en instituciones como el Centro de Investigación y Docencia Económicas, la Universidad Autónoma Metropolitana y fundaciones internacionales como Reuters y Konrad Adenauer.

## Investigaciones

### Enfrentamientos en Nochixtlán
En 2016, Nayeli Roldán realizó una investigación sobre los enfrentamientos ocurridos en Nochixtlán, Oaxaca, un hecho que resultó en la muerte de al menos seis civiles tras un operativo de fuerzas del Estado Mexicano. Su trabajo periodístico incluyó el análisis de los acontecimientos, testimonios de las víctimas y sus familiares, y un seguimiento de las responsabilidades oficiales. La cobertura reveló irregularidades en el uso de la fuerza pública y la falta de atención a las demandas de justicia por parte de las comunidades afectadas. Por esta investigación, Roldán recibió una mención honorífica en el Premio Excelencia Periodística 2017 otorgado por la SIP, destacando la relevancia de su labor en temas de derechos humanos y rendición de cuentas en contextos de violencia estatal.

### La Estafa Maestra
La Estafa Maestra es una de las investigaciones periodísticas más destacadas de Nayeli Roldán, publicada en 2017. Este reportaje reveló un esquema de corrupción en el que instituciones públicas, universidades y empresas fantasma desviaron más de 7,700 millones de pesos. La investigación, realizada en colaboración con Animal Político y Mexicanos Contra la Corrupción y la Impunidad, se llevó a cabo durante nueve meses en seis estados de México.
El reportaje detalló cómo secretarías de Estado firmaban contratos con universidades para realizar servicios que no se ejecutaban. Las universidades actuaban como intermediarias y transferían los recursos a empresas fantasma. Entre los personajes señalados estuvieron Rosario Robles, entonces secretaria de Desarrollo Social, y Luis Videgaray, exsecretario de Hacienda, quienes habrían autorizado ampliaciones presupuestales que alimentaron este esquema.
En 2018, La Estafa Maestra recibió el Premio Ortega y Gasset de Periodismo en la categoría de Mejor Historia o Investigación Periodística, así como el Premio Nacional de Periodismo en México. Fue finalista del Premio Gabriel García Márquez de Periodismo en Colombia. El jurado destacó la profundidad, rigor y colaboración entre medios y organizaciones para destapar este caso.
En 2022, Nayeli Roldán y Manuel Ureste publicaron el libro La Estafa Maestra: La Historia del Desfalco, donde ampliaron los detalles del caso, abordando las operaciones financieras, los personajes clave y las consecuencias legales del fraude. Este trabajo se ha convertido en un referente del periodismo de investigación en México, y aunque algunas figuras han enfrentado procesos judiciales, muchas de las rutas del dinero permanecen sin seguimiento.

### Ejército Espía
La investigación Ejército Espía, realizada en 2022 por el equipo de Animal Político, Aristegui Noticias, Proceso y la Red en Defensa de los Derechos Digitales (R3D), reveló el uso del software de espionaje Pegasus por parte de la Secretaría de la Defensa Nacional (SEDENA) en México. El reportaje demostró cómo este sistema, adquirido por el gobierno federal, se utilizó para vigilar ilegalmente a periodistas, defensores de derechos humanos y críticos del gobierno.
El software Pegasus, desarrollado por la empresa israelí NSO Group, permite infiltrarse en dispositivos móviles y extraer información, incluidos mensajes, correos electrónicos y ubicaciones. La investigación reveló que este sistema fue empleado para monitorear las actividades de periodistas como Ricardo Raphael y Carmen Aristegui, y defensores de derechos humanos como Raymundo Ramos y Alejandro Encinas, que denunciaban violaciones en contextos de violencia militar.

## Premios y reconocimientos
- Mención especial en el premio María Moors Cabot, 2023.[20][21]
- Premio Nacional de Periodismo en México, 2022.[11]
- Premio Ortega y Gasset en España, 2018.[10][22]